# Напредък в археологическата практика
Напредък в археологическата практика (на английски: Advances in Archaeological Practice) е академично списание, публикувано от издателството на Кеймбриджкия университет от името на Дружеството за американска археология, организация на професионални археолози от Америка. Създадено е през 2013 г.
Списанието се издава веднъж на три месеца, с публикувано пълноцветно дигитално списание със статии, споделящи „творчески решения на предизвикателствата в практиката на археологията в световен мащаб“. Целта на списанието е да предостави място на археолозите за публикуване на кратки, рецензирани, методологически ориентирани статии.
Списанието е характерно със свободна достъпна секция за прегледи на цифрови медии. Тези статии представляват критична оценка от 1500 – 2000 думи на едно (или поредица от) дигитално приложение, разработено за публиката на археологията и наследството. Предишни статии в този раздел са прегледали онлайн изложби за наследство/археология, видеоигри, дигитални архиви, подкасти, виртуални събеседници, новинарски програми, Sketchfab, Инстаграм, Фейсбук, краудсорсинг сайтове и по-общо за приложения за VR и AR и онлайн публични курсове (напр. масов отворен онлайн курс).

## Редакционна колегия
Редакционният консултативен съвет на списанието има 21 членове от цял свят, включително смесица от академични, консултантски и правителствени археолози.